# Burundi Tribune
Le Burundi Tribune est un journal publié à Bujumbura, au Burundi. Le journal est spécialisé dans la diffusion d'informations sur l'économie, la politique, la sécurité et l'éducation.